# Bernard (Angoulême)
Bernard († um 950) war ein Graf von Périgord und Angoulême aus dem Haus Taillefer. Er war ein Sohn des Grafen Wilhelm I. von Périgord und dessen Frau Regilindis von Toulouse.
Er folgte seinem Vater zu einem unbekannten Zeitpunkt zu Beginn des 10. Jahrhunderts als Graf des Périgord nach. Offenbar tötete er nach 918 den Vizegrafen Lambert von Marcillac und dessen Bruder Arnaud in Vergeltung eines zuvor von ihnen unternommenen Anschlages auf seine Tante Sanchia, der Frau des Grafen Adémar. Nach dem Tod seines Vetters, Wilhelm II. Taillefer, im Jahr 945 konnte Bernard auch Angoulême übernehmen und damit das Erbe seines Großvaters Vulgrin I. wiedervereinen. Wann er starb, ist unklar.
Er war nacheinander mit den Damen Bertha und Garsinde verheiratet, mit denen er mehrere Kinder hatte:
Erste Ehe:
- Arnaud I. Barnabé (Arnaldus Borracio; † ?), Graf von Périgord und Angoulême
- Wilhelm III. Tallerand (Willelmus Talerandus; † 6. August 962), Graf von Périgord und Angoulême
- sowie Gausbert und Bernard

Zweite Ehe:
- Ranulf Bompar (Rannulfus Bomparius; † 27. Juli 975), Graf von Périgord und Angoulême
- sowie Richard Insipiens, Hilduin und Gottfried